# Agassiz Glacier
Agassiz Glacier är en glaciär i Saint Elias Mountains i Alaska, USA. En mindre del av glaciären ligger i Yukon i Kanada. 
Agassiz Glacier ligger 1 081 meter över havet.
Terrängen runt Agassiz Glacier är kuperad åt sydost, men åt nordväst är den bergig. Trakten runt Agassiz Glacier är nära nog obefolkad, med mindre än två invånare per kvadratkilometer.. Det finns inga samhällen i närheten. 
Trakten runt Agassiz Glacier är permanent täckt av is och snö.